# ドラえもん のび太のパラレル西遊記
- ドラえもん > 映画 > 大長編 > のび太のパラレル西遊記

『ドラえもん のび太のパラレル西遊記』（ドラえもん のびたのパラレルさいゆうき）は、1988年（昭和63年）3月12日に公開されたドラえもん映画作品。原作漫画は存在せず、特集記事が『月刊コロコロコミック』1987年12月号から1988年4月号まで掲載された。映画シリーズ第9作。
原作は藤子不二雄Ⓕ（藤本弘。のちの藤子・F・不二雄）で、藤子不二雄独立後の『ドラえもん』映画第1作目である。
同時上映は『エスパー魔美 星空のダンシングドール』『ウルトラB ブラックホールからの独裁者B・B!!』。

## 概要
本作は『西遊記』がモチーフであり、唐の時代の中国〜中央アジアを舞台としている。ストーリーは妖怪に支配されるパラレルワールドと化した世界を修正するため、のび太たちが『西遊記』の登場人物に扮して、ドラえもんと共に妖怪たちと戦うというものである。のび太が孫悟空、ジャイアンが猪八戒、スネ夫が沙悟浄、しずかが三蔵法師の役に就いた。
今作は「ドラえもんのひみつ道具を発端として発生した事件が世界規模で現実世界に悪影響を及ぼしてしまう」という展開で、「日常の中の非日常」「どんな歴史を揺るがす大事件であってもなるべく仲間内で解決し、一般社会には影響を残さない」というシリーズのテーマを覆した初の作品となっており、過失とはいえドラえもん自身が敵役を生み出してしまった点で、他の作品と一線を画している。また、映画作品としてドラミが登場したのは『のび太の魔界大冒険』以来であり、本作でも同作と同様にドラえもんたちの危機を救う。
藤本は1986年に胃癌手術をし、復帰後に再度体調を崩し1987年3月から療養していたため、本作の原作漫画は描かれなかった（藤本による漫画が一切描かれなかったのは、存命時のドラえもん長編映画作品の中では唯一）。このため、次作『のび太の日本誕生』以降は、大長編漫画と映画で何作目かを表す番号が1つずつずれることになった。その代わりとして、映画のフィルムコミック上下巻が初めて発売され、上下巻ともカバー画を藤本が描き下ろした。この際、フィルムコミックは、アニメ映画の各場面を使用している。これを皮切りに次作以降の作品でもフィルムコミックが発売され、本作以前の作品も後に発売されるようになった。またドラえもん映画の中で、作者名義が藤子不二雄Ⓕとなっている唯一の作品である。
脚本はもとひら了が担当したが、「西遊記の世界」というアイディアは藤本本人から出されたものである。当時プロデューサーを務めた別紙壮一によると藤本の口述とラフ案を元に脚本・キャラクター設計が作られ、美術設定も藤本の体調が許す範囲で打ち合わせを行ったという。また、「パラレル西遊記」というタイトルも藤本の提案だと語っている。
大阪府の万博記念公園で開催された公開イベントでは、同1988年製作の熱気球「夢気球・ドラバルくん」が公開され、藤本や大山のぶ代も搭乗した。後に地球温暖化などが大きな問題として取り上げられたことに先駆け、クリーンエネルギーによる乗り物として作られたものであり、同様の試みはソラえもん号、『南海大冒険』での帆船「ドラりん丸」、『翼の勇者たち』での熱気球「バルえもん」、『ふしぎ風使い』での大凧「ドラ・で・カイト」へと続いた。
東宝邦画系春のドラえもん映画シリーズで、安孫子素雄（藤子不二雄Ⓐ）が単独で執筆した漫画作品のアニメと併映される最後の作品となり、（安孫子素雄（藤子不二雄Ⓐ）が単独で執筆した漫画作品のアニメを含む）ドラえもん関連以外の藤子アニメ映画（独立後）として製作する最初の作品でもある。また、ドラえもん映画としてはモノラル音源並びに昭和時代に製作された最後の作品となった。

## あらすじ
ある時、夢の中でのび太は主役の孫悟空になりきっていたが、丸い球体に落書きをしたつもりで、釈迦になっていたドラえもんの手のひらに捕まってしまい、『勉強第一』というレッテルを貼られた巨石に閉じ込められる羽目になった。
夢から醒めたのび太は、自分が学校の教室にいて、皆で演劇の練習をしている最中だということに気づく。小学校の新入生歓迎会に際し、のび太の提案によって「西遊記」の劇をやることになったのだ。孫悟空役をやりたかったのび太であったが、孫悟空役は出木杉に取られてしまい、のび太は提案者であるにもかかわらず「村人その1」という端役で、セリフも「助けてくんろー!」のみだった。
孫悟空が実在すると信じるのび太は、「本物に似ている人が孫悟空になるべきだ」と主張し、タイムマシンで西暦636年の中国・タクラマカン砂漠へ向かう。そこで自分そっくりの孫悟空を目撃。そのことを他の者に告げるも、そもそも架空のキャラクターであるはずの孫悟空の目撃談など誰も信じない。もし孫悟空がいなかったら「ドラえもんの道具を使い放題」との約束でしずかたちを連れ、再びタクラマカン砂漠へやって来たのび太だったが既に孫悟空はいない。仕方なく、ドラえもんのひみつ道具・ヒーローマシンでのび太自ら孫悟空に成りすましたものの調子に乗ってボロを出し、結局ばれてしまう。のび太は嘘つき扱いされ、「ドラえもんの道具を使い放題」という約束に従わざるを得なくなる。
現代に帰還したジャイアンたちは、のび太も入れて、ヒーローマシンで西遊記を始める。コンピューターの判断でのび太は孫悟空、しずかは三蔵法師、ジャイアンは猪八戒、スネ夫は沙悟浄となるが、なぜか敵の妖怪が現れず、何にもしていないのにゲームクリアになってしまう。その後もママが怪しげな料理を振舞ったり、パパの影に角が見えたり、奇妙なことが続く。翌日、のび太たちは学校で西遊記の劇の練習をするが、悟空ではなく牛魔王が勝利して、三蔵法師が妖怪に食べられる結末になっていた。更に、出木杉の頭には角が生えており、先生に至っては牛の怪物に変身。逃げ出したのび太たちは帰宅するが、母親たちも変貌していた。ドラえもんとのび太は超高層ビル群の中に聳え立つ赤い楼閣を発見し、歴史が変わってしまったことに気づく。
ドラえもんが唐の時代で使ったヒーローマシンの出入口を開けっ放しにしていたため、ゲーム内の妖怪たちが現実世界に侵入して三蔵法師を食い殺し、それが歴史的事実になったため、「西遊記」の劇の結末も変わっていたのだ。それだけでは飽き足らず、徐々に進化した妖怪たちは妖術を武器に人間を根絶やしして、地球全体の歴史を支配してしまったのだった。元の世界に戻すには、唐の時代へ戻って妖怪たちを1匹残らず葬るしかない。ヒーローマシンで西遊記の登場人物に扮したのび太たちとドラえもんは、失態から歪曲された歴史を元に戻すために、三蔵法師を守るために再び唐の時代へと向かった。

## 舞台
西暦636年の唐時代の中国〜中央アジア
実在の三蔵法師（玄奘三蔵）が天竺への旅をしていた時代。『西遊記』に登場するような孫悟空や妖怪たちはいないはずが、ドラえもんが置きっぱなしにしてしまったひみつ道具「ヒーローマシン」によって金角、銀角、牛魔王などの妖怪が現れ、大混乱に陥ってしまう。

## 声の出演
- ドラえもん - 大山のぶ代
- のび太 - 小原乃梨子
- しずか - 野村道子
- ジャイアン - たてかべ和也
- スネ夫 - 肝付兼太
- のび太のママ - 千々松幸子
- のび太のパパ - 加藤正之
- 出木杉 - 白川澄子
- 先生 - 田中亮一
- ドラミ - 横沢啓子

## ゲストキャラクター
ヒーローマシン内のキャラクターは、#ヒーローマシン内のキャラクターを参照。

### 三蔵法師一行
三蔵法師
声 - 池田勝
実在する唐の時代の仏教の僧侶。経典を手に入れるため天竺への旅をしている。スパイ活動をしていたリンレイや自分の失態を謝罪するドラえもんを咎めず許したり、行き場を失ったリンレイを自ら引き取るなど、誠実で心が広い人物。
ドラえもん劇場版において初の実在した歴史上の人物であり、本作では史書の記述どおり体格の良い朴訥とした風貌で描かれている。終盤でドラミがタイムマシンで助けに来た時には観世音菩薩様と思い込んでいた。
キャラクターデザインは、藤子（藤本）作品『T・Pぼん』の「白竜のほえる山」に登場する三蔵法師に基づいている。
リンレイ
声 - 水谷優子
三蔵法師の旅にお供する少年。人間と変わらぬ容姿をしているが、その正体については#妖怪を参照。

### 妖怪
以下のほか、妖怪によって支配された歴史では、各キャラクターの家族や先生、出木杉やその生徒たちも妖怪になっていた。
リンレイ / 紅孩児（こうがいじ）
声 - 水谷優子
三蔵法師の旅にお供する少年。人間と変わらぬ容姿をしているが、その正体は牛魔王と羅刹女の子供である。
三蔵を捕らえるためのスパイとして送り込まれたが、三蔵は初めからそれを見抜いており、妖怪と話をしている所を見ても、知らない振りをしてその上でお供として連れていた。三蔵やのび太との交流から罪悪感が生じ始め、控えめで良心的な性格もあって最終的には両親のやり方に耐えきれず、捕らわれたドラえもんたちを助ける。それでも両親に対しては思慕の情を持っており、もう悪事は止めるように説得したが、聴き入れられなかった。
戦いの末、両親を失い三蔵の胸の中で号泣する。その後は三蔵に引き取られ正式に弟子となり、共に旅立った。
牛魔王
声 - 柴田秀勝
火焔山に棲む妖怪たちのボスで、全ての妖怪の力の源でもある牛の妖怪。羅刹女の夫でリンレイ（紅孩児）の父。自身の身体の大きさを自由自在に変えることが可能で、最終決戦では身長35m、体重2万トンと化した。
捕らえたドラえもんたちを食べようとした際、最初に一番の目的であるはずの三蔵ではなく見た目が太った美味そうな青い狸ということでドラえもんを食べようとしたが、ドラミに阻止された。
最終決戦では巨体でのび太を圧倒し、ヒーローマシンを踏みつけて壊したことで、妖怪たちの回収方法を封じ、ドラえもん、のび太、ドラミを追い詰めた。しかし、のび太が最後の力を振り絞って巨大化させた如意棒が腹に当たり、そのまま岩壁に叩きつけられた際の衝撃で死亡する（その際、目の色が赤から青に変わる）。同時に全ての妖怪たちは力を失ってしまい、自身の亡骸は噴火を起こした火焔山の溶岩に居城もろとも飲み込まれた。
ゲーム『ドラえもん ギガゾンビの逆襲』では、溶岩に飲み込まれても生存していたという設定で、ギガゾンビを裏から操る黒幕として登場。
羅刹女
声 - 栗葉子
牛魔王の妻で妖怪。リンレイ（紅孩児）の母。空を自在に飛ぶ妖力を牛魔王から与えられており、強風を巻き起こす「芭蕉扇」を持っており、のび太を吹き飛ばした。リンレイの裏切りで捕らえていたドラえもんたちを解放されてしまうが、最終決戦の最中にしずか、スネ夫、ジャイアン、三蔵、リンレイを再度捕らえることに成功する。しかし、牛魔王がのび太に倒されたことで自身も力を失い、火焔山の溶岩の中に落下して最期を迎えた。形見となった芭蕉扇はスネ夫とジャイアンが火焔山の炎を消すために使用した。
部下には厳しいが、夫には従順であり、牛魔王が戦死した際には「あんた」と叫んだ。
実子・リンレイに対しては裏切りに戸惑う様子を見せ、フィルムコミックでは死の間際、自身のことよりもリンレイを気にかけるなど、母親らしく愛情のある面が強調された。
金角
声 - 石森達幸
牛魔王の子分。名前を呼ばれた相手が返事をするとその相手を吸い込んでしまうというヒョウタンを持つ。幾度となく三蔵法師を狙い、ドラえもんをヒョウタンに吸い込むが、どこでもドアで脱出したドラえもんに呼ばれて返事をしてしまいヒーローマシンに回収される。着ている鎧にはカタカナの「キ」のようなマークがついている。
銀角
声 - 加藤精三
牛魔王の子分。金角の弟。金角がヒーローマシンに戻された後に兄の敵討ちのためにドラえもんたちを狙い、兄と同じ失敗はしないとドラえもんの呼び掛けにも応じなかったが、降参するふりをしたドラえもんの罠に引っ掛かり返事をしてしまったことにより、ヒーローマシンに回収される。金角同様、鎧にはカタカナの「ギ」のようなマークがついている。
なお、『ドラえもん ギガゾンビの逆襲』では、色違いの雑魚敵として「土鬼」が登場する。
監視蝙蝠
金角や銀角、牛魔王の手下。ドラえもん達が人間である事を気付きドラえもんとのび太を追いかけて来たが、ドラえもんの道具 コウモリホイホイ銃で傘にされて敗れた。
天狗蝙蝠
声 - 田原アルノ、島香裕
牛魔王配下の妖怪兵士。無数に登場し、空中から三蔵法師一行を襲撃する。名前は『ギガゾンビの逆襲』の表記に基づく。

### ヒーローマシン
当時のブームを反映し、ビデオゲームを意識したつくりとなっている。
コンピューター
声 - 石井敏郎
ヒーローマシンの中でプレイヤーに音声で説明を行う。
姫
声 - 原えりこ
本名「ピーチ姫」。ドラえもんがプレイしたヒーローマシンの「バイキング」中の登場人物。ドラゴンに捕らえられていた。全ての敵を倒したドラえもんに『あなたは、真の勇者です』といいキスする。
ドラゴン
ピーチ姫を拐っていた張本人。炎を吐いてドラえもんの行く手を阻んだ。ドラキングの光線を浴びて敗れる。ドラえもんがプレイしていたゲーム『バイキング』のラスボス。
お釈迦様
声 - 不明
本来は「ヒーローマシン」のラスト、エンディングにて三蔵一行に労いの言葉をかけるべく存在するキャラクター。しかしヒーローマシンから妖怪が出た後だったため、妖怪が一匹も現れずに一気にワープしてしまいあっというまに終わってしまう。のび太、ジャイアン、しずか、スネ夫は不満を言っていたが、これは不具合の為である。

### その他
モトヒラくん
声 - 難波圭一
のび太たちのクラスメート。冒頭における劇の練習シーンで登場。クラスの演劇の脚本と演出を担当している。出木杉同様、中盤で妖怪として登場するが、台詞はない。
モデルはこの作品の脚本を担当したもとひら了。
少年
声 - スイッチョン（角川加代子）
妖怪に支配された世界の学校で、西遊記の劇を行った際に牛魔王の役でお面をかぶっていた少年。この時既に、頭から一本の角が生えていた。劇の練習の場面で、孫悟空役の出木杉が服従した後に、三蔵法師役のしずかを食べる台詞を言う。
タイムマシン（音声）
声 - 三ツ矢雄二
今回の映画からはタイムマシンに音声制御装置が付けられており、ナビゲーションと自動操縦の役割をする。
声を認識し、その指示に従って自動操縦となりナビゲートしてくれるのはいいのだが、自動操縦の精度が低い上に操縦がやや乱暴で融通がきかないという欠点を持ち、結果、ジャイアンたちに孫悟空（後の歴史改変の修正をしているのび太）に会わせる約束を果たせなくなってしまう。このようなこともあって、最終的にドラえもんに役立たず呼ばわりされ音声制御装置のスイッチを切られてしまった。また、のび太が倒れたリンレイを介抱する際、タイムマシンの予備タンクに溜まっていた冷却水を飲ませている。

## 孫悟空の道具
モチーフの『西遊記』でも使用される道具。スピンオフ作品なども含めると、どれも同様の効果を持つひみつ道具が存在するが、これが同じ道具であるかは不明。なお、これ以外に、『ドラえもん』では孫悟空に由来する道具として、クローンリキッドごくうも存在する。
| 孫悟空の道具 | 同様のひみつ道具 |
| ------------ | ---------------- |
| 如意棒       | 如意スティック   |
| 筋斗雲       | きんとフード     |

## スタッフ
| 原作                       | 藤子不二雄Ⓕ |
| 脚本                       | もとひら了 |
| レイアウト                 | 本多敏行 |
| 作画監督                   | 富永貞義 |
| 美術設定                   | 工藤剛一 |
| 美術監督                   | 高野正道 |
| 録音監督                   | 浦上靖夫 大熊昭 |
| 音楽                       | 菊池俊輔 |
| 効果                       | 柏原満 |
| 撮影監督                   | 熊谷正弘 |
| 特殊撮影                   | 原慎悟 |
| 監修                       | 楠部大吉郎 |
| プロデューサー             | 別紙壮一 小泉美明 波多野正美 |
| 監督                       | 芝山努 |
| 演出助手                   | 平井峰太郎 |
| 作画監督補佐               | 大塚正実 |
| 動画チェック               | 内藤真一 原鉄夫 |
| 色設計                     | 野中幸子 枝光敦子 |
| 仕上監査                   | 代田千秋 吉良幸子 |
| 特殊効果                   | 土井通明 |
| 整音                       | 大城久典 |
| 録音スタジオ               | APUスタジオ |
| 音響制作                   | （株）オーディオ・プランニング・ユー |
| 原画                       | 池ノ谷安夫、飯山嘉昌、大塚正実、斉藤文康、伊藤治美、窪田正史、村山純一、原田浩、木村陽子、鹿取真三子、若松孝思、渡辺歩、須田裕美子、神村幸子、重国勇二、杉野左秩子、飯口悦子、伊藤一男、若山佳治、山本勝也、森島格、西岡哲夫、徳田益男、唐瑞亨、徳田幸子、徳田悦郎、一川孝久、堤規至、原博、生野裕子、数井浩子、鈴木玲子、斉藤哲人、土肥一宏                                     |
| 動画                       | 小林正義、山本道隆、中川政浩、小川明美、後藤知明、横山仁和、中村久子、土屋勝、平井千昭、金子道子、河内俊明、高木美恵子、石塚智子、内原弘美、西村博之、山下真紀子、高坂千穂、今井正彦、湯浅政明、大東郁子、岸祐弥、家野尚代、山田幸、吉森一彦、渡辺裕子、手島勇人、竹内稔、星勲、山本実、萩岩裕司、阿部真弓、高橋禎雄、佐藤絵美、植田洋一、神沢美緒、光永千鶴、平良明也、西山哲次 |
| 仕上                       | 馬田泉、松田文子、花尻和子、福永淑子、長谷川悦子、竹内和代、関和歌子、佐藤春子、光山明子、小野寺秀子、橋本陽子、藤波よし子、岩崎一典、河野文子、田中美香子、鈴木勝善、岩沢れい子、鈴木安子、田中利恵子、萩野優、血野正代、松尾朱美、佐藤澄子、大橋慎一、山田伸、佐藤智子、松本昌絵、土屋透治、斉藤裕子、赤堀久美子、蔀すぎ江、平沼世津子                                         |
| 背景                       | 茂呂孝志、徳重賢、笠原淳二、浜名お孝、川口正明、池田淳、斉藤由美子、平田賢司 |
| 撮影                       | 角原幸枝、上原一郎、倉田佳美、小松寿一、木次美則、篠原博子 |
| エリ合成                   | 平田隆文 古宮慶多 |
| コンピューターグラフィック | 亀谷久 |
| 編集                       | 井上和夫 渡瀬祐子 |
| タイトル                   | 道川昭 |
| 現像                       | 東京現像所 |
| 連載                       | 小学館の学習雑誌 マミィ ベビーブック めばえ よいこ 幼稚園 学習幼稚園 小学一年生 小学二年生 小学三年生 小学四年生 小学五年生 小学六年生 てれびくん コロコロコミック 別冊コロコロコミック |
| 協力                       | オーディオ・プランニング・ユー アトリエ・ローク 東京アニメーションフイルム 旭プロダクション トミ・プロダクション 亜細亜堂 アニマル屋 スタジオ・メイツ スタジオ九魔 スタジオ・タージ スタジオ・キャッツ シャフト 井上編集室 |
| 制作事務                   | 大神田富美 |
| 制作進行                   | 中村守 和田泰 |
| 制作デスク                 | 市川芳彦 |
| 制作担当                   | 山田俊秀 |
| 制作協力                   | 藤子プロ 旭通信社 |
| 制作                       | シンエイ動画 小学館 テレビ朝日 |
|                            | © 藤子・小学館・テレビ朝日 |

## 主題歌
オープニングテーマ「ドラえもんのうた」
作詞 - 楠部工 / 補作詞 - ばばすすむ / 編曲·作曲 - 菊池俊輔 / うた - 大杉久美子 / セリフ - 大山のぶ代（ドラえもん）
劇場作品で大杉久美子歌唱のオリジナル版が使用されたのは本作が最後となり、次作の『のび太の日本誕生』以降は山野さと子版にリニューアルされた。
エンディングテーマ「君がいるから」
作詞 - 武田鉄矢 / 作曲 - 山木康世 / 編曲 - 都留教博 / うた - 堀江美都子、こおろぎ'73
エンディングテーマ曲としてだけではなく挿入歌としても使用されており、本作の予告編でも流れる。この他、インストアレンジバージョンが作中でBGMとして使用されている。